# Cypridinidae
Cypridinidae es una familia de crustáceos ostrácodos.

## Géneros
Los géneros de esta familia son:
- Bathyvargula
- Codonocera
- Cypridina
- Cypridinodes
- Cypridinoides
- Gigantocypris
- Macrocypridina
- Metavargula
- Paracypridina
- Pterocypridina
- Skogsbergia
- Vargula